# Callocleonymus beijingensis
Callocleonymus beijingensis är en stekelart som beskrevs av Yang 1996. Callocleonymus beijingensis ingår i släktet Callocleonymus och familjen puppglanssteklar. Inga underarter finns listade.